# محرك حراري

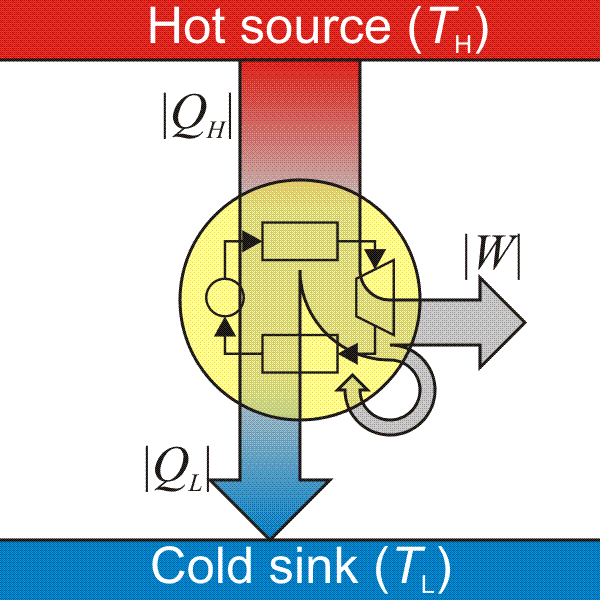
Figure 1: Heat engine diagram

المحرك الحراري هو جهاز نظري أو عملي يقوم بتحويل الطاقة الحرارية إلى شغل ميكانيكي.
يسمى الخرج الميكانيكي بالشغل، والطاقة الحرارية المُدخلة بالحرارة.
تعمل المحركات الميكانيكية في دورات حرارية خاصة، كما يمكن أن تكون هذه المحركات مفتوحة على الهواء مثلا أو الماء، أو مغلقة (معزولة). (دورة مفتوحة أو مغلقة).
في الهندسة والديناميكية الحرارية يقوم المحرك الحراري بتحويل الطاقة الحرارية إلى عمل ميكانيكي عن طريق استغلال التدرج في الحرارة بين مصدر ساخن وحوض بارد (مثل الهواء أو مجرى مائي كالنهر).
تنتقل الحرارة من المصدر، مروراً بالوسط العامل (غاز أو سائل مثل الماء والبخار) في المحرك، إلى الجو الخارجي ذو حرارة منخفضة (إخراج العادم). وأثناء هذه العملية يتحول جزء من الحرارة المكتسبة في النظام إلى شغل عن طريق استغلال خصائص المادة العاملة (عادة ما تكون غازية أو سائلة). في الألة البخارية مثلا يسخن الماء فيتحول إلى بخار ؛ هذا البخار يكون في صهريج قوي بحيث يرتفع فيه ضغط البخار . ويخرج البخار من الصهريج بضغط عال بواسطة أنبوب سميك ويوجه إلى توربين فيدور التوربين ويؤدي شغل (مثل تحريك القطار) . يخرج البخار من عادم الآلة فاقدا جزءا كبيرا من حرارته إلى الجو . الفارق بين درجة حرارة البخار الداخلة ودرجة حرارة البخار الخارجة هي التي تتحول إلى شغل ميكانيكي . وكفاءة العملية لإنتاج شغل ميكانيكي مرتبطة بدرجة الحرارة الداخلة ودرجة الحرارة الخارجة.
كذلك بالنسبة إلى آلة احتراق داخلي: فيها يحترق بخار البنزين في مكابس المحرك ويُنتج الضغط العالي لاحتراق البنزين حركة المحرك (هذا هو شغل )ويخرج الغاز العادم إلى درجة حرارة الجو . يفقد الغاز المحترق حرارته في المحرك ويشغله ويخرج وتنخفض درجة حرارته ؛ فارق تلك الحرارتين هي الشغل الذي تؤديه الآلة ؛ مع ضياع جزء من فارق الحرارتين بسبب الاحتكاك في داخل المكابس واحتكاك محاور الحركة.

مخطط يوضح طريقة عمل المحرك الحراري : تنتقل حرارة عالية Qh عبر وسط عمل فينتج شغل W وتخرج باقي الحرارة Qcفي هيئة عادم في وسط منخفض الحرارة.

## الكفاءة
تعرف كفاءة آلة حرارية بأنها جزء الطاقة الحرارية القادمة من الوقود التي تتحول إلى شغل. وتوجد للكفاءة حد أقصى
{\displaystyle \eta _{\text{Carnot}}}
تعرفها دورة كارنو حيث يمد النظام بطاقة من الخارج، ويخرج منه قدرا من الحرارة عند درجتين من درجات الحرارة معروفتين {\displaystyle {T_{\mathrm {max} }}} و{\displaystyle {T_{\mathrm {min} }}}
بافتراض عدم حدوث فقد للحرارة عن طريق الاحتكاك أو تسريب حراري. وتعرف دورة كارنو الكفاءة بأنها :
{\displaystyle \eta _{\text{Carnot}}={\frac {T_{\mathrm {max} }-T_{\mathrm {min} }}{T_{\mathrm {max} }}}=1-{\frac {T_{\mathrm {min} }}{T_{\mathrm {max} }}}}
وللوصول إلى كفاءة كارنو لآلة يشترط ان تتم جميع العمليات في الدورة الترموديناميكية كعمليات عكوسية. وهذا معناه ان ما يسمى في الحركة الحرارية ب إنتروبيا S النظام ككل مكونا من الآلة نفسها والجو المحيط بها لا تزيد (أي تبقى الإنتروبية ثابتة لا تتغير).
وطبقا ل القانون الثاني للديناميكا الحرارية فلا يمكن للإنتروبية أن تنخفض، وبناء على ذلك فلا بد من الاحتفاظ بها ثابتة خلال عمليات الدورة.
{\displaystyle \Delta S=\oint dS=\oint {\frac {dQ}{T}}=0}
dQ هي كمية صغيرة من الحرارة المتبادلة خلال إحدى خطوات العملية، عند درجة الحرارة T .
وعمليا لا يمكن الوصول إلى كفاءة دورة كارنو، ذلك لأن :
- اكتساب الحرارة يتم عند درجة حرارة اقل من

{\displaystyle T_{\mathrm {max} }}
وفقد حرارة يتم أيضا عند درجات حرارة أعلى من
{\displaystyle {T_{\mathrm {min} }}} ؛ فحرارة العادم تكون أعلى قليلا عن درجة حرارة الجو (مثلما في محرك السيارة أو محرك ستيرلينغ رغم العزل التام للحرارة).
- أي آلة تحدث فيها احتكاك، مما يخفض من نسبة الشغل المكتسب، وأخيرا
- عندما تسير العمليات سريعا وتتسرب حرارة بسبب التوصيل الحراري، فيضيع جزء من الحرارة ولا يتحول إلى شغل ننتفع به.

بالنسبة إلى مضخة حرارية -وهي بعكس الآلة الحرارية تحول الشغل إلى حرارة - فتوصف كفاءتها بمقياس عدد القدرة.

## أمثلة

### محرك احتراق داخلي
يعمل محرك الاحتراق الداخلي عند درجات حرارة تصل أي 2500 درجة مئوية (2773 كلفن ويخرج منها غاز العادم عند درجة حرارة نحو 1000 درجة مئوية (1273 كلفن). فتكون كفاءة المحرك :
{\displaystyle \eta =1-{\frac {1273\,\mathrm {K} }{2773\,\mathrm {K} }}=0{,}54=54\,\%}
وفي الواقع تصل كفاءة محرك الجازولين الذي يعمل في ظروف ملائمة إلى 38 % فقط، ومحرك ديزل 45 % فقط، ومحركات السفن التي تعمل بطيئا قد تصل كفاءتها 50%. ورغما ذلك ففي الظروف الطبيعية للقيادة يعمل محرك السيارة التي تحرق البنزين بكفاءة اقل من 25 % كما تصل كفاءة محرك الديزل في الظروف الطبيعية للقيادة أقل من 30%.

### محطة قوى بالغاز والبخار
يمكن ربط دورات ترموديناميكية مختلفة ببعضها البعض مثلما في حالة محطة القوى التي تعمل بالغاز والبخار : فهي تجمع بين عمليات توربين غازي و محطة طاقة بخارية :
1. تتميز باستغلال عملية تصل فيها درجة حرارة الغاز إلى 1500 درجة مئوية لتشغيل التوربين، ويخرج الغاز من التوربين ودرجة حرارته نحو 700 درجة مئوية،
2. ثم استغلال عملية تتم عند درجة حرارة بين 700 إلى 100 درجة مئوية في الآلة البخارية.

بذلك يمكن من الوجهة النظرية الوصول إلى كفاءة دورة مكافئة تعمل بين درجتي الحرارة 1500 - 100 مئوية. وتصل كفاءة مثل تلك المحطة عمليا إلى نحو 60%.

## أنواع المحرك الحراري
بما أن غازا يستعمل كوسط للشغل فيمكن تصنيف الآلة الحرارية بكونها تنتمي إلى مايسمى "آلة سيولية حرارية "

### تصنيف طبقا لطريقة إنتاج الطاقة
- محرك احتراق داخلي (آلة سيولية حرارية ذات احتراق داخلي)
  - محرك احتراق داخلي
  - توربين غازي
- آلة سيولية حرارية ذات احتراق خارجي
  - آلة بخارية
  - توربين بخاري
  - محرك ستيرلينغ

### تصنيف طبقا لتولد الضغط
- آلة سيولية
  - آلة طوربو
    - توربين بخاري
    - توربين غازي
    - محرك نفاث
    - محرك نفاث طوربو
    - محرك عنفي مروحي
    - محرك صاروخي
- آلة بالمكبس
  - محرك الاحتراق الداخلي (احتراق داخلي)
  - آلة بخارية (احتراق خارجي)
  - محرك ستيرلينغ (احتراق خارجي)